# Shawn Rojeski
Shawn Rojeski (21 janvier 1972 à Virginia dans le Minnesota) est un curleur américain.

## Jeux olympiques
- Jeux olympiques d'hiver de 2006 à Turin  Italie:
  -  Médaille de bronze en Curling.